# Jesse Williams
Jesse Williams (ur. 27 grudnia 1983 w Modesto) – amerykański lekkoatleta specjalizujący się w skoku wzwyż.
Tuż za podium – na czwartej lokacie – ukończył mistrzostwa świata juniorów. W 2005 i 2007 bez powodzenia startował w mistrzostwach świata. Szósty zawodnik halowych mistrzostw świata w Walencji (2008), na igrzyskach olimpijskich w Pekinie odpadł w eliminacjach. Na piątej pozycji uplasował się w marcu 2010 na halowych mistrzostwach świata. 26 czerwca 2011 w Eugene, podczas mistrzostw USA, wynikiem 2,37 ustanowił najlepszy rezultat na świecie w sezonie 2011. Mistrz globu z 2011. Zwycięzca łącznej punktacji Diamentowej Ligi 2011 w skoku wzwyż. W finale konkursu olimpijskiego w Londynie zajął 9. lokatę. Wielokrotnie stawał na podium mistrzostw NCAA oraz mistrzostw Stanów Zjednoczonych.
Rekordy życiowe: stadion – 2,37 (26 czerwca 2011, Eugene); hala – 2,36 (11 lutego 2009, Bańska Bystrzyca).

## Osiągnięcia
| Rok  | Impreza                             | Miejsce   | Pozycja           | Wynik |
| ---- | ----------------------------------- | --------- | ----------------- | ----- |
| 2002 | Mistrzostwa świata juniorów         | Kingston  | 4. miejsce        | 2,21  |
| 2005 | Mistrzostwa świata                  | Helsinki  | el. – 14. miejsce | 2,24  |
| 2006 | Światowy finał lekkoatletyczny IAAF | Stuttgart | 8. miejsce        | 2,20  |
| 2006 | DécaNation                          | Paryż     | 1. miejsce        | 2,25  |
| 2007 | Mistrzostwa świata                  | Osaka     | el. – 26. miejsce | 2,23  |
| 2007 | Światowy finał lekkoatletyczny IAAF | Stuttgart | 8. miejsce        | 2,24  |
| 2008 | Halowe mistrzostwa świata           | Walencja  | 6. miejsce        | 2,27  |
| 2008 | Igrzyska olimpijskie                | Pekin     | el. – 19. miejsce | 2,25  |
| 2008 | Światowy finał lekkoatletyczny IAAF | Stuttgart | 3. miejsce        | 2,29  |
| 2009 | Światowy finał lekkoatletyczny IAAF | Saloniki  | 3. miejsce        | 2,29  |
| 2010 | Halowe mistrzostwa świata           | Doha      | 5. miejsce        | 2,28  |
| 2011 | Mistrzostwa świata                  | Daegu     | 1. miejsce        | 2,35  |
| 2012 | Halowe mistrzostwa świata           | Stambuł   | 6. miejsce        | 2,31  |
| 2012 | Igrzyska olimpijskie                | Londyn    | 9. miejsce        | 2,25  |
| 2013 | Mistrzostwa świata                  | Moskwa    | el. – 23. miejsce | 2,22  |
| 2015 | Igrzyska panamerykańskie            | Toronto   | 4. miejsce        | 2,28  |
| 2015 | Mistrzostwa NACAC                   | San José  | 4. miejsce        | 2,15  |
| 2015 | Mistrzostwa świata                  | Pekin     | el. – 22. miejsce | 2,26  |